# 390 î.Hr.

## Nașteri
- dată necunoscută: Lysippos sculptor antic grec (d. 300 î.Hr.)
- dată necunoscută: Eschine  (d. 322 î.Hr.)
- dată necunoscută: Hiperide  (d. 322 î.Hr.)
- dată necunoscută: Dinostratos  (d. 320 î.Hr.)